# 梁耀文
梁耀文（1952年—），广东东莞人，汉族，中华人民共和国政治人物、第十一届全国人民代表大会广东地区代表。
毕业于中央党校世界经济专业，是中共党员。担任广东省对外贸易经济合作厅厅长。2008年起担任全国人大代表。